# Totenkopf (Heraldik)

Zwei Totenköpfe im Wappen von Riumors

Totenkopf im Wappen von Mallemort

Der Totenkopf  in der Heraldik wird auch Totenschädel genannt. Seine Darstellung kann im Schild als gemeine Figur oder über dem Wappenschild im Oberwappen als Helmzier sein. 
Der Kopf wird häufig mit vielen Gegenständen besteckt. Warum diese Figur ins Wappen genommen wird, ist nicht eindeutig zu beantworten. Verwendet wurde er vorwiegend in humanistische und pietistische Wappen- und Siegelmotive. Die Abneigung gegen den Helm über dem Wappen als ritterliches Attribut führte zu helmlosen Wappen und wurde durch den Totenschädel oder anderen Allegorien ersetzt. Die Sanduhr wird als Symbol der Vergänglichkeit mit der Wappenfigur gelegentlich gemeinsam dargestellt. Auffällig sind häufig die zwei großen Beinknochen, sie werden auch als Gebeine beschrieben, in der Form eines Andreaskreuzes gelegt, die unter, hinter oder über den Totenschädel gelegt sein können. Auch die alleinige Darstellung im Wappen nur gekreuzter Knochen kommt vor. Bei der farblichen Darstellung wird vorwiegend Silber/Weiß gewählt. 
Der Schädel kann bekränzt sein, oder viele Schlangen umgeben den Totenkopf.

## Einzelnachweis
1. ↑  Walter Leonhard: Das große Buch der Wappenkunst. Entwicklung, Elemente, Bildmotive, Gestaltung. Lizenzausgabe. Bechtermünz, Augsburg 2001, ISBN 3-8289-0768-7.